# Salomon de Caus
Pour les articles homonymes, voir Salomon et Caus.
Salomon de Caus, né dans le pays de Caux en Normandie, vraisemblablement à Dieppe en 1576, et mort à Paris fin février 1626, est un ingénieur et architecte français.
Son œuvre couvre des domaines aussi divers que l’architecture, la mécanique, l’hydraulique, la perspective et la musique, la construction des orgues et des cadrans solaires. Il a orné les demeures royales d’Angleterre d’inventions merveilleuses. Il a construit des palais en Allemagne. Le premier, il s’est servi de la force de la vapeur dans la construction d’une machine hydraulique. Malgré tous ces travaux, sa vie est restée presque inconnue jusqu’à l’époque moderne.

## Biographie
Dès sa jeunesse, les sciences et les arts occupèrent Salomon de Caus qui, à l’exemple des artistes encyclopédistes de la Renaissance, voulait posséder la somme du savoir humain. Il étudia la peinture, les langues anciennes, les ingénieurs, les architectes et les mathématiques. Porté vers la mécanique par un goût particulier, il s’appliqua de bonne heure à cette science, encore alors occupée à la recherche de curiosités antiques, telles que la statue de Memnon et les pigeons d’Archite, ou de l’arcane qui mettrait en jeu toutes les vertus latentes de la nature afin d’opérer des miracles. Ensuite, il voyagea pour perfectionner ses connaissances, se rendant d’abord en Italie, où il séjourna quelque temps, puis en Belgique, en 1605, où il occupa les fonctions d’ingénieur des archiducs Albert et Isabelle. De là, il passa, en 1610, en Angleterre, où il entra au service du prince de Galles jusqu’à sa mort, survenue deux ans plus tard, et fut attaché comme maître de dessin à la princesse Élisabeth pour satisfaire, disait-il, « à leur gentille curiosité qui demandait toujours quelque chose de nouveau ».
Le prince de Galles lui ayant confié le soin de décorer les jardins de son palais de Greenwich et de Somerset House, Salomon de Caus peupla les jardins de Richmond de groupes mythologiques : dans les décorations de cette célèbre résidence, figuraient toutes les divinités olympiennes dans les principaux épisodes de leur vie. Un groupe représentait Pan et Apollon jouant de la lyre et du flageolet devant Midas et Tmolos, juges du combat ; un autre groupe, la nymphe Écho répondant à un satyre, ete. Cette mythologie était mise en jeu par des machines hydrauliques qui faisaient jaillir les eaux au milieu de ces statues allégoriques.
En 1612, il publia, à Londres, la Perspective avec la raison des ombres et miroirs, par Salomon de Caus, ingénieur du sérénissime prince de Galles, Londres, Jan Norton ; et Francfort, chez la vevfe de Hulsius. La dédicace, datée de Richmond, le 1er octobre 1611, montre que les travaux dont il était chargé l’ont empêché d’augmenter son ouvrage de plusieurs figures, et d’en achever un autre qu’il avait commencé.
Lorsque la princesse Élisabeth, qui avait épousé, le 14 février 1613, le prince-électeur du Palatinat, Frédéric V, partit pour l’Allemagne, elle emmena avec elle son maître de dessin, en qualité d’ingénieur et d’architecte. Dès son arrivée en Allemagne, en 1614, Salomon de Caus fut chargé de diriger la construction des bâtiments nouveaux que le prince-électeur se proposait d’ajouter à son palais de Heidelberg. Pour entourer de jardins le nouveau palais, on livra à Salomon de Caus une sorte de fourré sauvage, le Friesenberg, montagne inculte, hérissée de rochers nus, et creusée de profonds ravins. L’ingénieur normand fit remuer la montagne de fond en comble, et bientôt, sur l’emplacement de ce site désert, furent élevés une multitude de volières, de beaux jardins tout remplis d’ombre et de fraîcheur, ornés de maisons de plaisance, décorés d’arcs de triomphe et de portiques, égayés de fontaines jaillissantes et de grottes rocailleuses.
Les jardins du palais de Heidelberg, qu’il avait traités avec beaucoup d’indépendance et de goût, et avec une grande richesse d’imagination, véritable « huitième merveille du monde » de son temps, ont fait l’admiration de l’Allemagne jusqu’à l’époque où ils furent détruits par l'armée française pendant l’un des sièges, suivis de pillages, qui désolèrent Heidelderg de 1622 à 1688 : le bâtiment anglais avait perdu jusqu’aux derniers vestiges de sa distribution et de sa décoration ; le palais de Frédéric V, dont les ruines étaient depuis longtemps converties en tonnellerie, et la porte Élisabeth. On y trouvait, suivant Franz Hugler, l’indépendance qui s’affranchit des règles des écoles, mais non de celles du goût. Salomon de Caus en a décrit la conception dans un volume in-folio publié à Francfort en 1620, sous le titre de Hortus Palatinus. Les planches de ce rarissime volume que ne possède aucune des bibliothèques publiques de Paris sont du célèbre graveur d’alors, Théodore de Bry. L’édition faite aux frais du palatin fut sans doute anéantie presque entièrement avec les chefs-d’œuvre qu’elle reproduisait dans un des sièges français de 1622 à 1688.

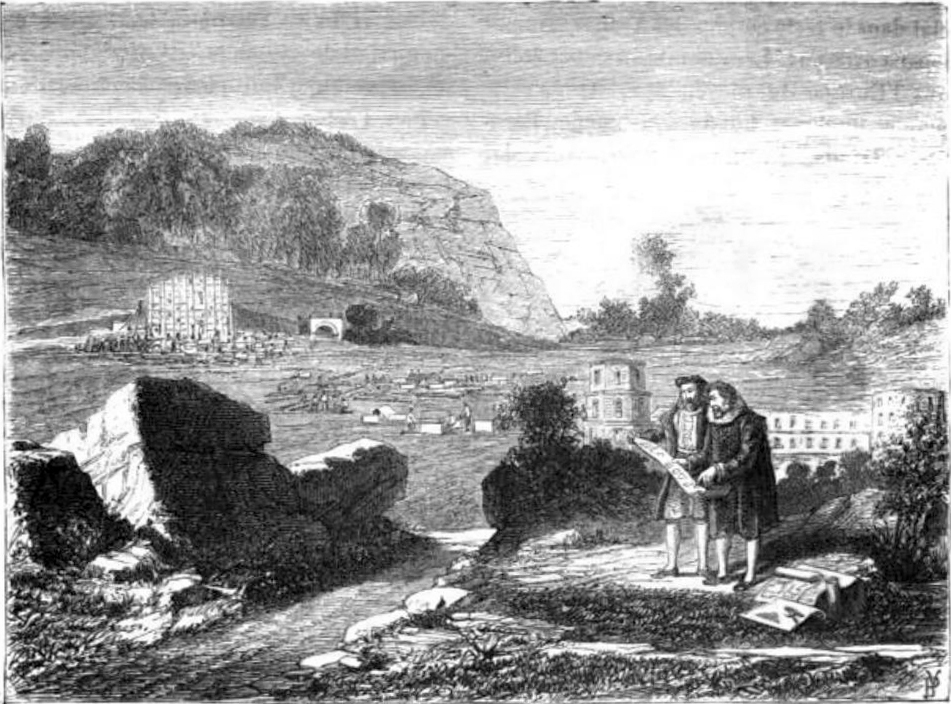
Salomon de Caus dirigeant la création des jardins de Heidelberg.

C’est pendant le cours de ces derniers travaux, lorsqu’il dirigeait la construction des jardins de Heidelberg, que Salomon de Caus publia, en 1615, chez Jan Norton, libraire anglais établi à Francfort, son ouvrage intitulé les Raisons des forces mouvantes avec diverses machines tant utilles que plaisantes aus quelles sont adjoints plusieurs desseings de grotes et fontaines. Après la dédicace, adressée à Louis XIII, vient une poésie laudative, due à la plume d’un peintre et bel esprit du temps, du nom de Jean Le Maire. Salomon de Caus y développe une théorie relative à l’expansion et à la condensation de la vapeur, qui le fit considérer comme un pionnier de l’utilisation pratique de la force motrice de celle-ci. Le titre de cet ouvrage pourrait faire croire qu’il est consacré tout entier à l’étude des forces qui mettent les machines en jeu. Cependant, cet ouvrage se compose de trois livres, qui ont pour titres : 1. les Raisons des forces mouvantes ; 2. Desseings des grottes et fontaines propres pour l’ornement des palais, maisons de plaisance et jardins ; 3. Fabrique des orgues. C’est dans le premier livre, les Raisons des forces mouvantes, que se trouve l’article relatif à la vapeur d’eau. Il ne contient que six pages relatives à l’équilibre de la balance, du levier, de la poulie, des roues à pignons dentelés et de la vis ; le reste est consacré à la description de diverses machines hydrauliques propres à l’élévation des eaux. Vient ensuite l’exposition des moyens à employer pour construire des grottes artificielles, des fontaines rustiques et des cabinets de verdure pour l’ornement des jardins. Le troisième livre est un traité pratique assez complet de la fabrication des orgues d’église.
La même année, Salomon de Caus fit paraître un traité sur la musique intitulé : Institvtion harmoniqve divisée en devx parties : en la première sont monstrées les proportions des intervalles harmoniques, et en la devxiesme les compositions dicelles. Dans la préface de cet ouvrage, dédiée à Anne de Danemark, épouse de Jacques Ier d’Angleterre, Salomon de Caus entreprend une dissertation historique pour prouver l’excellence de la musique, et il invoque l’histoire sacrée et l’histoire profane pour établir l’utilité de cet art, qui, selon lui, « doit être colloqué au-dessus de toutes les sciences humaines. » Ce traité réunit un condensé très clair des théories musicales de la Renaissance, exposant notamment le calcul des différents intervalles, la nature et les caractéristiques des différents modes musicaux, et quelques préceptes de contrepoint. Il est précédé de préfaces où de Caus prend à témoin l’histoire sacrée et l’histoire profane de l’excellence de la musique et de ses merveilleux effets. Entre autres preuves des bons effets de la musique, il affirme que « la « pudicité de Clytemnestre, femme d’Agamemnon, fut conservée aussi longtemps qu’un certain musicien dorien demeura avec elle. » Le tout a été traduit en allemand par Gaspar Troste, avec notes, additions et corrections.

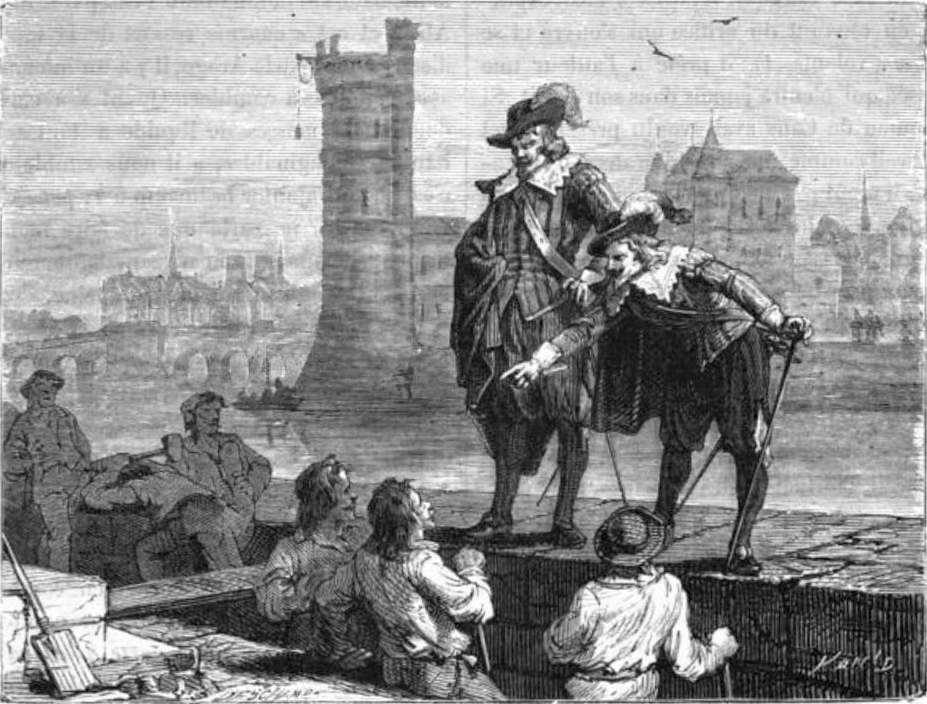
Salomon de Caus exerçant les fonctions d’ingénieur du roi dans la ville de Paris.

En 1620, Frédéric V, trahi par la fortune, dut chercher refuge en Hollande. Peut-être Salomon de Caus, qui résidait chez le palatin de Bavière depuis dix ans, perdit-il sa situation. Il eut le désir de revoir le pays qu’il avait quitté dans sa jeunesse. Revenu en France, il y obtint, l’année suivante, le titre d’architecte et ingénieur du roi. Attaché par Louis XIII, aux travaux qu’il faisait exécuter dans sa capitale, Salomon de Caus publia à Paris, en 1624, un ouvrage intitulé : la Practique et la démonstration des horloges solaires, avec un discours sur les proportions, tiré de la raison de la trente-cinquième proposition d’Euclide, et autres raisons et proportions, et l’usage de la sphère plate à Paris, chez Hyerosme Drouart, ouvrage dédié au cardinal de Richelieu et honorablement cité dans la Bibliographie astronomique de Lalande. Il obtint de l’édilité parisienne l’application de sa proposition de « nettoiement des boues et immondices des rues et places publiques », nouveau système permettant d’élever les eaux de la Seine et les faire servir à l’assainissement de la capitale. Les pompes Notre-Dame et de la Samaritaine ne furent établies qu’une cinquantaine d’années plus tard.
Ses préfaces font connaître Salomon de Caus comme un ami des lettres et de la musique, citant Du Bartas, « excellent poète », rappelant les psaumes et usant de cette formule des huguenots : « À Dieu soit honneur et gloire éternellement ! » Il travaillait avec diligence à une traduction de Vitruve, que la mort l’empêcha de publier. À sa mort, il fut enterré au cimetière de la Trinité, le samedi 28 février 1626. En raison de cette circonstance, un décret impérial, du 2 mars 1864 a donné le nom de « rue Salomon-de-Caus », à l’une des rues qui encadrent le square des Arts-et-Métiers, à quelques centaines de mètres de l’emplacement de l’ancien cimetière de la Trinité, à l’issue du passage Basfour, à l’endroit même où passe aujourd’hui la rue de Palestro, où reposèrent les restes mortels de Salomon de Caus.

## Légende
Au XIXe siècle, Salomon de Caus a un temps figuré, à tort, au martyrologe de la science : le dessinateur Paul Gavarni, ayant été chargé par le Musée des familles d’exécuter un dessin qui devait accompagner une nouvelle dans cette revue, avait livré ce dessin trop tard, de sorte que la nouvelle ayant paru, le dessin restait sans emploi. Pour l’utiliser, on pria l’écrivain Henri Berthoud de chercher un sujet littéraire, un texte explicatif applicable à cette gravure. Celui-ci imagina alors une prétendue lettre, que le Musée des familles publia au mois de décembre 1834, et où Marion Delorme relatait, le 3 février 1641, à Cinq-Mars comment, au cours d’une visite qu’elle aurait faite à Bicêtre, en compagnie du marquis de Worcester, ils auraient aperçu, en traversant la cour des fous, derrière les barreaux de sa prison, un homme réduit à l’état de folie furieuse, qui ne cessait de crier à tous les visiteurs qu’il avait fait une découverte admirable, consistant à faire marcher les voitures et les manèges par la seule force de l’eau bouillante. Le marquis de Worcester s’extasie sur l’infortune et sur le génie de cet homme. Cette innocente invention littéraire de l’homme de génie mourant à l’hôpital, cet inventeur de la machine à vapeur enfermé, par ordre du roi, dans un cabanon de Bicêtre connut, par les commentaires innombrables qu’elle suscita dans la foule des romanciers, des dramaturges et des peintres, une fortune inouïe. Le peintre Jacques-Joseph Lecurieux (d) s’empara du sujet en exposant un tableau à l’exposition des Beaux-Arts tenue au Louvre, montrant Salomon de Caus, enfermé à Bicêtre, les yeux caves et la barbe hérissée, tendant ses mains suppliantes, à travers les barreaux de sa prison, au couple brillant de Marion Delorme et du marquis de Worcester. Puis ce fut au tour d’Auguste Glaize de faire figurer Salomon de Caus dans son tableau du Pilori, exposé à l’Exposition universelle des Beaux-Arts de 1855, et ensuite reproduit par une lithographie. Déjà en 1847, Balzac renvoie à la légende qu'il prend pour véridique dans le Cousin Pons : « [...] comme Richelieu logea Salomon de Caus à Bicêtre, lorsque le martyr normand lui apporta l'immense conquête de la navigation à vapeur. » Le 19 mai 1857, le théâtre de l’Ambigu donna un drame intitulé Salomon de Caus, où était longuement développée la légende du fou de Bicêtre, et dans lequel l’acteur Bignon s’en donnait à cœur joie. Julien Travers composa un poème intitulé : Salomon de Caus, ou la Découverte de la vapeur, Caen, Hardel, 1847, in-8° ; C. Dambuyant donna une scène dramatique intitulée Salomon de Caus, ou l'Inventeur de la vapeur à Bicêtre, Vaugirard, Choisnet, 1856, in-12 de douze pages en vers. La croyance à cette légende fut longtemps si forte et si répandue, que Berthoud lui-même, éprouva des difficultés lorsqu’il tenta de mettre fin, en 1847, à la mystification dont il était l’auteur, en confessant sa responsabilité : il lui fallut soutenir une lutte avec le journal la Démocratie pacifique, qui prétendait défendre envers et contre tous l’authenticité de l’histoire, le journaliste soutenant mordicus avoir vu l’original de la lettre que Berthoud avouait avoir inventée !
Salomon de Caus est mentionné dans le Pendule de Foucault d'Umberto Eco. Le narrateur assiste à un rituel occulte dans un château de la campagne turinoise dont les jardins auraient été dessinés par de Caus après ceux de Heidelberg et qui auraient une signification mystique. Le héros surprend ensuite une discussion dans laquelle un passionné d'occultisme soupçonne de Caus d'avoir accepté une invitation de Napoléon III à s'occuper des égouts de Paris, soi-disant pour en percer le mystère occulte.

## Publications

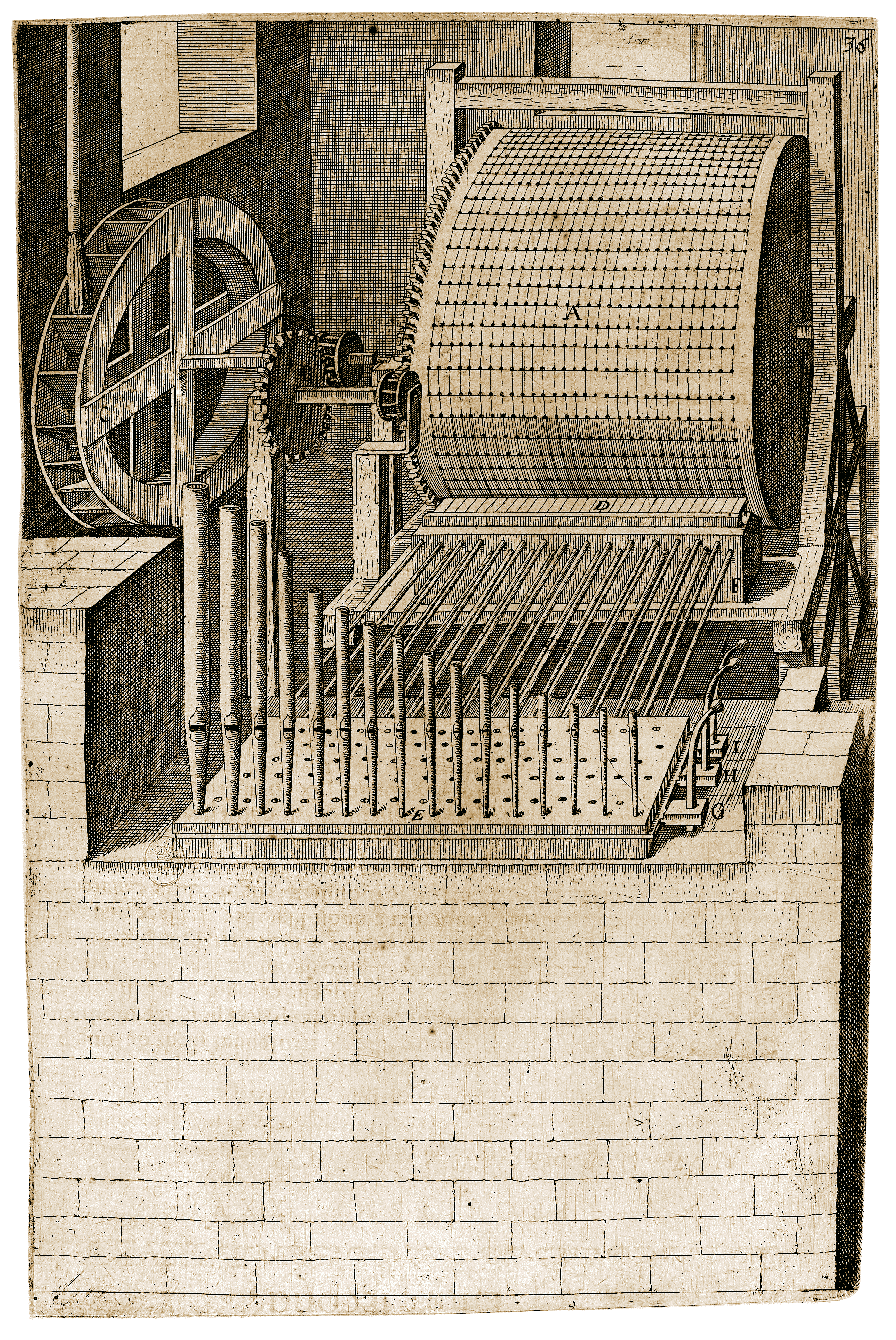
L’orgue automatique de Salomon de Caus, in Les Raisons des forces mouvantes, avec diverses machines tant utiles que plaisantes, Planche 36, 1615.

- La Perspective avec la raison des ombres et miroirs, Londres, Jan Norton, 1611 et 1612.

- Institution harmonique divisée en deux parties : en la premiere sont monstrées les proportions des intervalles harmoniques, et en la deuxiesme les compositions d'icelles, Francfort, Jan Norton, 1615 ;

- Les Raisons des forces mouvantes, avec diverses machines tant utiles que plaisantes, Francfort, Jan Norton, 1615

- (la) Hortus Palatinus, Francfort, De Bry, 1620 (présentation en ligne, lire en ligne sur Gallica).

- La Practique et la démonstration des horloges solaires, avec un discours sur les proportions, tiré de la raison de la trente-cinquième proposition d’Euclide, et autres raisons et proportions, et l’usage de la sphère plate, Paris, Jérôme Drouart, 1624.